# 中町 (貝塚市)
中町（なかちょう）は、大阪府貝塚市にある地名。丁番を持たない単独町名である。

## 地理
貝塚市の北部に位置し、東に堀、南に海塚、南西に近木町、北西に西町、北に北町と接している。

## 歴史
もとは貝塚中之町。貝塚寺内5町のひとつで、その中核施設となる願泉寺の所在地である。
- 1889年（明治22年）4月1日 - 町村制施行に伴い、貝塚町大字貝塚中となる。
- 1926年（大正15年） - 大字の「貝塚」の冠称を廃し、貝塚町大字中となる。
- 1943年（昭和18年）5月1日 - 市制施行により、貝塚市大字中となる。
- 2019年（令和元年）12月9日 - 住居表示の実施に伴い、大字中の全域を中町に変更し設置[5]。

貝塚寺内5町では、1976年（昭和51年）6月14日に南町・西町・北町、2015年（平成27年）11月30日に近木町の住居表示が実施されており、当町が最後となった。

## 世帯数と人口
2020年（令和2年）4月30日現在（貝塚市発表）の世帯数と人口は以下の通りである。
| 町丁 | 世帯数  | 人口  |
| ---- | ------- | ----- |
| 中町 | 199世帯 | 384人 |

## 学区
市立小・中学校に通う場合、学区は以下の通りとなる（2019年12月時点）。
| 番・番地等 | 小学校           | 中学校             |
| ---------- | ---------------- | ------------------ |
| 全域       | 貝塚市立北小学校 | 貝塚市立第一中学校 |

## 施設
- 願泉寺
- 感田神社

## その他

### 日本郵便
- 郵便番号 : 597-0003[3]（集配局：貝塚郵便局[7]）。